# Wildoner Buchkogel
Wildoner Buchkogel este o arie protejată (arie specială de conservare — SAC, sit de importanță comunitară — SCI) din Austria întinsă pe o suprafață de 329,98 ha, integral pe uscat.

## Localizare
Centrul sitului Wildoner Buchkogel este situat la coordonatele 46°52′10″N 15°30′46″E / 46.8695°N 15.5127°E.

## Înființare
Situl Wildoner Buchkogel a fost declarat sit de importanță comunitară în octombrie 2015 pentru a proteja un număr necunoscut de specii din flora spontană și fauna sălbatică aflate în arealul zonei. Situl a fost protejat și ca arie specială de conservare în octombrie 2020.

## Biodiversitate
Situată în ecoregiunea continentală, aria protejată conține 4 habitate naturale: Păduri de fag Asperulo-Fagetum, Păduri de fag din Europa Centrală dezvoltate pe sol calcaros cu Cephalanthero-Fagion, Păduri pe pante, grohotișuri și ravene de Tilio-Acerion, Păduri ilirice de stejar și carpen (Erythronio-Carpinion).
La baza desemnării sitului se află un număr nedeclarat de specii protejate.